# Polaröken

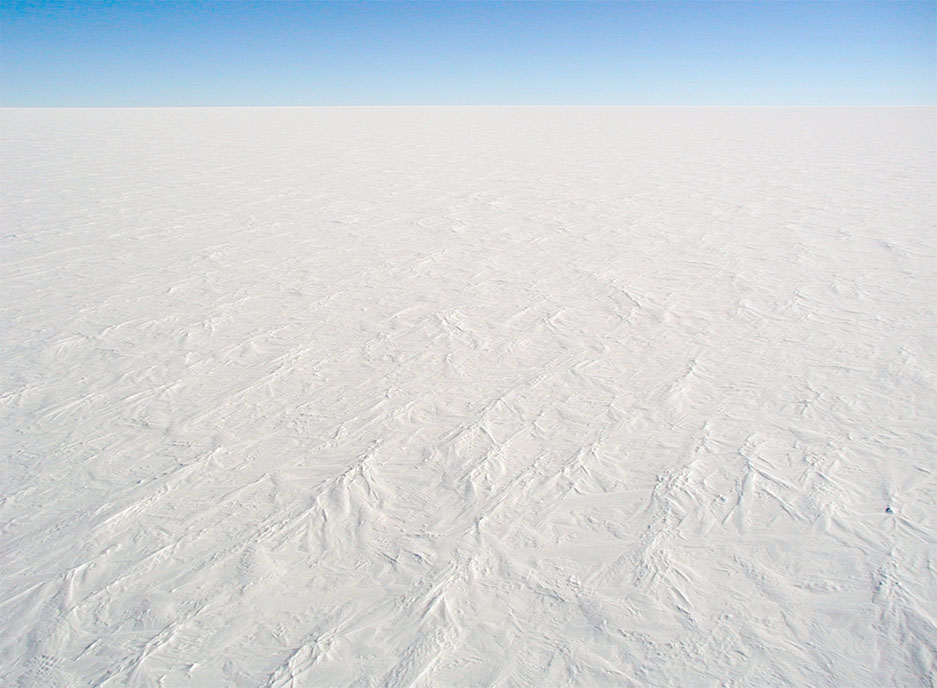
Bild från Dome C, Antarktis ut över polaröknen.

Polaröken är ett område med en årlig nederbörd som understiger 249 millimeter och en genomsnittlig temperatur som under den varmaste månaden är mindre än 10 °C. Polaröknar täcker nästan 4,9 miljoner kvadratkilometer på jorden och är oftast hårda berggrunder eller grusslätter. Sanddyner är inte framträdande i dessa öknar, men snödyner är vanligt förekommande i områden där nederbörden är lokalt framträdande. Temperaturförändringar i polaröknar passerar ofta vattnets fryspunkt. Denna frysning och upptining bildar mönstrade texturer på marken, en del så stora som fem meter i diameter.
Växtligheten är minimal och växtperioden varierar från ingen alls till mellan sex och åtta veckor på platser med mildare genomsnittstemperatur. Snöns påverkan på växtligheten skiljer sig från tundran där snön har en isolerande effekt, medan frysningen och upptining i polaröken har en negativ effekt på växtligheten eftersom det minskar växtperioden ytterligare. Floran består främst av lavar och mossor, vid till exempel Frans Josefs land där det finns polaröken har man räknat 115 arter av lavar, ca 103 olika mossor och ca 57 blomarter.
Det mesta av det landskapet i Antarktis är polaröken, trots det tjocka istäcket. Undantag är dock McMurdos torrdalar i Antarktis, även om de har varit isfria i tusentals år, är inte nödvändigtvis polaröken, de hålls torra av katabatiska vindar.

### Webbkällor
1. ↑  ”Polar Deserts”. http://www.rusnature.info/reg/08_6.htm. Läst 15 april 2012.